# Моносзон, Лев Исаакович
Лев Исаакович Моносзон (в эмиграции — Лео Моноссон и Леон Моноссон; нем. Leo Monosson, фр. Léon Monosson, англ. Leon Monosson; 7 декабря 1897, Москва — 22 апреля 1967, Нью-Йорк) — русский поэт и немецкий эстрадный певец. В 1920-е гг. являлся одним из самых популярных исполнителей Германии.

## Биография
Лев Моносзон родился 7 декабря 1897 года в Москве в еврейской купеческой
семье; сын ювелира Исаака Львовича Моносзона, внук купца Льва Наумовича Моносзона (1839—1896). Окончил гимназию там же. В 1914 году вышел первый поэтический сборник Льва Моносзона «Стихи о войне». 28 декабря 1917 года и 10 января 1918 года читал в Кафе поэтов доклад «Реформа любви». В 1917 году в Москве опубликовал два сборника стихотворений («Сердце пудренное» и «Эти дни: стихи о мятеже»), в 1918 году — сборник «Последняя нежность». В феврале 1918 года организовал кружок молодых «поэтов-не-футуристов», в который входили Вадим Шершеневич, Влад Королевич и другие. Входил в объединение имажинистов («Орден имажинистов», 1918).
В 1918 году Моносзон покинул Россию, выехав в Варшаву. После кратковременного пребывания в Париже и Вене в 1923 году окончательно осел в Берлине, где стал брать уроки по музыке и вокалу.
Вскоре началась его эстрадная карьера. Под именем Leo Monosson и различными псевдонимами (Лео Молль, Лео Эмм, Лео Фрей, Лео Франк, Лео Мосснер) Моносзон записал свыше 1400 песен, множество из которых становились хитами своего времени. Пластинки с его вокалом выпускались, как правило, под марками различных танцевальных оркестров (Пауля Годвина, Дайоса Белы, Ильи Лившакова, Марека Вебера и пр.). С 1930 года также снимался в фильмах («Трое с бензоколонки»). 16 ноября 1932 года Моносзон женился на фотографе Штефании Арнсдорф (нем. Stephanie Arnsdorff, 1911—1996).
В 1933 году, в силу еврейского происхождения не имевший больше возможности продолжать певческую карьеру Лев Моносзон с женой перебрался во Франкфурт, затем во Францию. «Мой стиль, — говорил Моноссон, — был выработан посредством немецкой культуры, вне которой он был чужд и непопулярен». Под именем Leon Monosson выступал в сопровождении L’Orchestre Alain Romans du Poste Parisien, где на гитаре играл Джанго Рейнхардт (1935).
После падения Парижа бежал в Испанию, а оттуда в 1941 году вместе с Марком Слонимом через Марокко в США. Там он жил в Ардсли и работал клерком.
Двоюродная сестра Л. И. Моносзона — Роза Николаевна Эттингер (урождённая Розалия Нотовна Моносзон; 1894—1979) — известный израильский меценат и филантроп; её сестра Люба Нотовна (Любовь Николаевна) Моносзон была женой политолога и библиографа Сергея Осиповича Якобсона (1901—1979), младшего брата лингвиста Романа Якобсона.

## Галерея
- Свадьба Лео Моноссона и Штефании Арнсдорф, и фотопортреты